# Rappresentanza del Land Baviera presso la Federazione (Berlino)
La rappresentanza del Land della Baviera presso la Federazione (in lingua tedesca: Vertretung des Freistaates Bayern beim Bund, letteralmente rappresentanza dello Stato Libero di Baviera presso la Federazione) è la rappresentanza statale dello Stato federale tedesco della Baviera a Berlino presso le istituzioni della Repubblica Federale di Germania.

## Storia

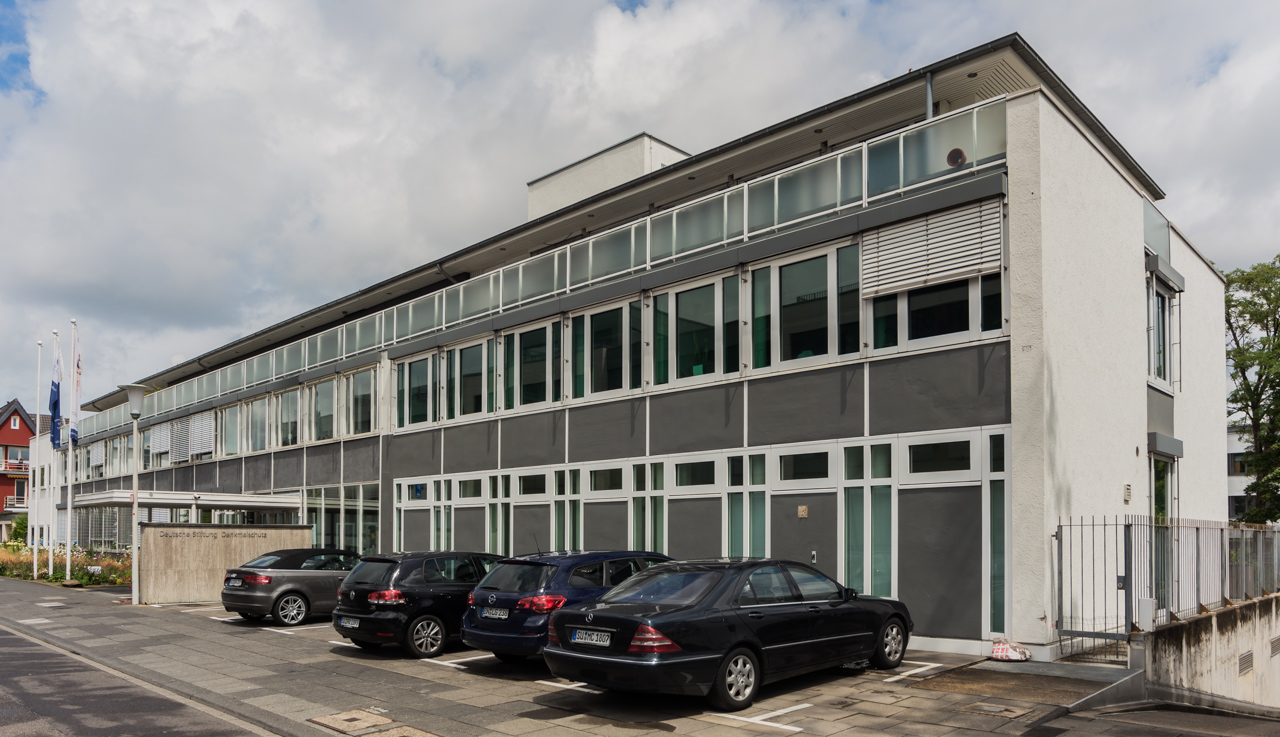
Edificio di rappresentanza a Bonn

Con la nascita della Germania Ovest nel 1949 e la sua costituzione come stato federale, il nuovo Land della Baviera si dotò di un ufficio di rappresentanza presso le istituzioni federali a Bonn, la nuova capitale. Come gli altri 11 Länder occidentali, dal 1949 al 1955 la rappresentanza consisteva in un ufficio all'interno di Villa Henkel nella cittadina di Unkel.
Nel 1954 venne affidata all'architetto bavarese Sep Ruf la costruzione di un edificio dedicato totalmente alla rappresentanza del Land. La struttura, nel classico stile modernista del dopoguerra tedesco, venne inaugurato l'anno successivo in Schlegelstraße 1, nel quartiere di Gonau. Nelle sue vicinanze sorse anche l'edificio della rappresentanza permanente dell'altro grande Land della Germania meridionale, il Baden-Württemberg.
A seguito della riunificazione tedesca avvenuta nel 1990, e lo spostamento della capitale da Bonn a Berlino, tutti i Länder iniziarono la ricerca di una nuova sede nella nuova capitale. Nel 1992 il Land della Baviera acquistò un immobile in  Behrenstraße nel quartiere di Mitte, in un palazzo che ai tempi della DDR fu sede di importanti istituzioni della Germania Est.
Nel 1995 iniziarono i lavori di ristrutturazione, che si conclusero nel dicembre de 1998. Gli uffici vennero trasferiti nei mesi successivi, e la rappresentanza permanente della Baviera è ufficialmente operativa nella nuova sede berlinese a partire dal 1999.

## Edificio
L'immobile in Behrenstraße 21/22 ebbe una storia movimentata fino alla Seconda guerra mondiale; tra gli altri, il matematico Leonhard Euler vi abitò dal 1743 al 1766. Tra il 1911 e il 1912 lo studio di architettura Bielenberg & Moser costruì l'attuale edificio per la A. Schaaffhausen Bank Association. Attraverso una fusione, divenne prima proprietà della Disconto-Gesellschaft e poi della Deutsche Bank. Durante il periodo della DDR, appartenne in successione alla Banca Centrale della DDR, al Ministero dei Trasporti e alla VEB Dampferzeugerbau, che aveva la sua sede proprio nell'edificio.
Nel maggio del 1992, lo Stato Libero di Baviera acquisì la proprietà dell'edificio e assegnò l'appalto di progettazione nell'agosto del 1995. Nel dicembre dello stesso anno i lavori di ristrutturazione furono oggetto di una gara d'appalto in tutta Europa, che fu assegnato nel luglio del 1996 a un consorzio composto da Bayerische Landesbank, Philipp Holzmann AG e Bayerischer Industrie und Gewerbe Bau GmbH & Co. L'unica modifica significativa fu la copertura del cortile interno, per renderlo disponibile per l'organizzazione di eventi.
L'edificio fu inaugurato il 10 dicembre 1998. Il costo dell'intero complesso fu di 34,56 milioni di euro. Il caveau dell'ex edificio della banca ospita una birreria e un'enoteca con vini provenienti dalla regione bavarese della Franconia.